# Calicosi
In campo medico, la calicosi (dal greco, χάλιξ, ghiaia), a volte chiamata malattia della selce, è una forma di pneumoconiosi che colpisce i polmoni o i bronchioli e che colpisce  soprattutto gli scalpellini.
La malattia è causata dall'inalazione di particelle fini di pietra.